# Regen (Donau)
Regen (tjeckiska, Řezná) är en flod i västra Tjeckien och södra Tyskland som mynner i Donau. Floden har en längd av 192 km varav 8 km ligger i Tjeckien. Avrinningsområdet är 2879 km² och 170 km² ligger utanför Tyskland.
Floden har flera källflöden utanför Železná Ruda i Tjeckien och efter cirka 8 km når vattendraget Tyskland och orten Bayerisch Eisenstein. Det har i detta avsnitt namnet Großer Regen. Vid Zwiesel mynnar Kleiner Regen i floden som sedan heter Schwarzer Regen. Nära Bad Kötzting mynnar Weisser Regen in och floden har sedan namnet Regen. I övre loppet finns mindre forsar och efter vattenmagasinet Blaibacher See söder om Bad Kötzting kan floden brukas av sportbåtar. Därför skapades fisktrappor med en del som kan användas av kanoter. Landskapet kring Regen består främst av skogar.
Vid övre loppet har bävern skapad flera dammar. Under några år som augusti 2002 för floden högvatten som drabbar angränsande orter.